# Ophiusa dilecta
Ophiusa dilecta là một loài bướm đêm thuộc họ Erebidae. Nó được tìm thấy ở Châu Phi, bao gồm Sierra Leone, Príncipe và Nam Phi.